# Drahtfunk in Italien
Der Drahtfunk in Italien, auf Italienisch Filodiffusione genannt, war ein Dienst zur Hörfunkübertragung über die Telefonleitung und wurde Anfang 2023 zusammen mit der analogen Telefonie eingestellt.

## Geschichte
Der Dienst wurde 1958 von der Rai in Zusammenarbeit mit SIP (heute Telecom Italia) eingeführt, da zu dieser Zeit die terrestrische Rundfunkabdeckung noch nicht flächendeckend vorhanden war und die Tonqualität der Ausstrahlungen auf Mittelwelle oft zu wünschen übrig ließ. Am 4. Januar 1959 nahm die Filodiffusione ihren regulären Sendebetrieb auf. Die Verbreitung über Kabel garantierte einen klaren Ton und die Verfügbarkeit in ganz Italien. Außerdem wurden dem Radiopublikum neben den drei nationalen Sendern zwei weitere, unterbrechungsfreie Programme angeboten – eines mit Unterhaltungsmusik und eines mit klassischer Musik. Nach der Einführung des UKW-Rundfunks (mittels Frequenzmodulation) und mit dem Aufkommen der Privatradios wurde der Drahtfunk immer mehr in die Ecke der Klassikliebhaber gedrängt. Mit der Umrüstung der Telefonleitungen von Analog- auf Digitaltechnik in den 1990er Jahren wurde auch von der kompletten Abdeckung des Staatsgebietes abgesehen. Zusletzt wurden nur noch größere Städte, wie zum Beispiel die Hauptorte der Provinzen und Städte mit hoher Bevölkerungsdichte, versorgt. Im Februar 2023 wurde der Dienst zusammen mit der Abschaltung der letzten analogen Telefonanschlüsse endgültig eingestellt.

### Die letzten Jahre bis zur Abschaltung
Der Drahtfunkdienst der Rai (Rai Filodiffusione) umfasste sechs Kanäle. Die ersten drei übertrugen die nationalen Rundfunkprogramme (Rai Radio 1, Rai Radio 2 und Rai Radio 3). Rai Radio FD 4 lieferte 24 Stunden am Tag leichte Musik ohne Werbeunterbrechung und Rai Radio FD 5 strahlte klassische Musik stereophonisch aus. Im eigentlichen Drahtfunkverfahren belegte FD 5 zwei Kanäle, die jeweils das Signal für den rechten bzw. linken Lautsprecher übertragen. Die Frequenzen für die Übertragung über die Telefonleitung sind: 178 kHz (Kanal 1 mit Radio 1), 211 kHz (Kanal 2 mit Radio 2), 244 kHz (Kanal 3 mit Radio 3), 277 kHz (Kanal 4 mit Radio FD 4), 310 kHz (Kanal 5 mit Radio FD 5, rechter Ton), 343 kHz (Kanal 6 mit Radio FD 5, linker Ton).
Die beiden Drahtfunksender (Radio FD 4 und 5) sind auch über zahlreiche weitere Verbreitungswege empfangbar, die im Vergleich zur Telefonleitung eine deutlich bessere Signalqualität bieten. Der Rai zufolge bestanden vor der Abschaltung noch ungefähr 370.000 Drahtfunk-Abonnements. Nach Schätzungen erreichten die Dienste der Rai Filodiffusione täglich knapp 2 Millionen Hörer.
Ab 1997 wurden die Drahtfunksender im DAB-Modus übertragen und seit 1999 sind sie als RealAudio-Stream über das Internet zu empfangen. Die landesweite Abdeckung in hoher Qualität erfolgt jedoch per Satellit in Stereo mit einer Bitrate von 192 kbps. Seit dem 16. Januar 2006 ist Radio FD 4 im DVB-T-Multiplex Rai Mux A zu empfangen.
Im Juni 2003 wurde das Internetportal www.filodiffusione.rai.it eröffnet, das zu einer wertvollen Informationsquelle für die Hörer wurde, da es neben den Ausstrahlungen eine bemerkenswerte Menge an Informationsmaterial (Rezensionen, informative Seiten, Links) zur Seite stellt und einen Überblick über den gesamten Programminhalt bietet.

### Zusatzprogramme
Folgende Zusatzprogramme wurden zum Start von Filodiffusione eingeführt:
- Rai Radio Tutta Italiana (früher Rai Radio 4 Light und Rai Radio FD4. Sendete hauptsächlich Popmusik, Rockmusik, Fusion, Jazzmusik, Lateinamerikanische Musik, Filmmusik, Melodische Musik und leichte Orchestermusik).
- Rai Radio Classica (früher Rai Radio 5 Classica, Rai Radio FD5 und Rai FD Auditorium; sendete hauptsächlich klassische Musik).